# Jibeinia
Jibeinia is een geslacht van uitgestorven vogels uit het Vroeg-Krijt van het huidige China, behorend tot de Enantiornithes. De enige benoemde soort is Jibeinia luanhera.

## Vondst en naamgeving
In de zomer van 1993 hoorde ingenieur Li Pai dat er een vogelskelet gevonden was in de prefectuur Fengning. Samen met de paleontologen Hou Lianhai en Zhou Zhonghe ging hij dit onderzoeken. In het dorp Linjituxiang bleek de Dongtuyaosteenfabriek te staan die een fossielhoudende laag als groeve gebruikte. De voor de fabriek werkende plattelanders hadden in de gaten gekregen dat de fossielen veel meer opleverden dan tegels of plavuizen en waren een illegale fossielenhandel begonnen. Geconfronteerd met staatswetenschappers ontkwamen ze er niet aan de vondsten af te staan waaronder het vogelfossiel.
In 1997 benoemde Hou Lianhai in een Chinees boek de typesoort Jibeinia luanhera. De geslachtsnaam is een verwijzing naar Ji Bei, het 'Noorderkwartier', een van de traditionele negen hoofdindelingen van China. De soortaanduiding verwijst naar de rivier de Luan of Luanhe. Omdat het boek in het Chinees was geschreven, kwam de naam Jibeinia luanhera in Latijnse letters alleen voor in twee bijschriften van illustraties. Volgens de regels van 1997 zou dat de naam ongeldig hebben gemaakt. In 1999 werd de ICZN aangepast en zijn zulke namen met terugwerkende kracht geldig.
Het holotype heeft nooit een inventarisnummer gekregen. In 2001 bleek het ook nog eens zoek te zijn. Het behoort tot de collectie van het Institute of Vertebrate Paleontology and Paleoanthropology. Het bestaat uit een skelet met schedel. Het is samengedrukt op een plaat. Het vertegenwoordigt vermoedelijk een jong dier. Het fossiel werd eerst vermoed uit de Yixianformatie te stammen. Later echter werd geconcludeerd dat dit de Huajiyingformatie moet zijn geweest. Beide formaties dateren uit het Aptien.
Jibeinia is wellicht identiek aan de in 2004 benoemde Vescornis ten opzichte waarvan weer de in 1999 gegeven naam Hebeiornis prioriteit bezit. De foto's en afgietsels die van het holotype over zijn, hadden niet voldoende kwaliteit om dit beslissend te kunnen vaststellen.

## Beschrijving
Jibeinia heeft een lengte van ongeveer vijftien centimeter.
Verschillende onderscheidende kenmerken die in 1997 werden gegeven, bleken achteraf ook bij verwanten voor te komen. Enkele zijn ook naar de huidige kennis onderscheidend. De takken van het vorkbeen zijn smal. Het tweede middenhandsbeen steekt niet verder uit dan het derde middenhandsbeen. De derde vinger heeft drie kootjes. De trog van het rolgewricht van het tweede middenvoetsbeen is niet breder dan die van het derde middenvoetsbeen.

## Fylogenie
Jibeinia bevindt zich binnen de Enantiornithes wellicht in een basale positie. Daarop wijst een ongekield borstbeen, de drie kootjes van de derde vinger en een niet-vergroeid eerste middenhandsbeen. Deze eigenschappen kunnen echter het gevolg zijn van een geringe rijping. Op dat laatste wijst ook het feit dat er zich nog geen vergroeide carpometacarpus gevormd had in de hand of een tibiotarsus in het onderbeen.